# NGC 3716
NGC 3716 (również PGC 35545 lub UGC 6513) – galaktyka soczewkowata (S0), znajdująca się w gwiazdozbiorze Lwa. Odkrył ją Heinrich Louis d’Arrest 6 kwietnia 1866 roku. Jest to galaktyka z aktywnym jądrem typu LINER.